# Aeroportul Svalbard
Aeroportul Svalbard (IATA: LYR, ICAO: ENSB) este un aeroport din Svalbard, Norvegia ce deservește zona Longyearbyen. Aeroportul a fost tranzitat în 2022 de 170.277 de pasageri. A fost deschis în 1975 și numit după Svalbard.
Situat la o altitudine de 29 m, aeroportul dispune de 1 pistă. Este operat de Avinor⁠(d).

## Infrastructură

### Piste
Aeroportul dispune de o singură pistă. Pista 10/28 are suprafața de asfalt și dimensiunile 2.480 m × 45 m. 